# Roman Acht
Roman Acht, né le 28 juillet 1992, est un rameur allemand.

## Palmarès

### Championnats du monde
| Discipline           | Chungju 2013 Corée du Sud | Amsterdam 2014 Pays-Bas | Aiguebelette 2015 France |
| -------------------- | ------------------------- | ----------------------- | ------------------------ |
| Quatre de couple, pl |                           |                         | Argent                   |